# جان لوك فاسور
جان لوك فاسور (من مواليد 1 يناير 1969) هو مدرب كرة قدم فرنسي، وهو حاليًا مسؤول عن فريق السيدات في نادي ليون. 

## الإنجازات

### مدرب
أكاديمية باريس سان جيرمان
- البطولة الوطنية تحت 17 سنة: 2010-11

كريتيل
- الدوري الفرنسي الدرجة الثالثة : 2012-13

سيدات ليون
- دوري أبطال أوروبا للسيدات : 2019-20
- الدوري الفرنسي الدرجة الاولي للسيدات : 2019-20
- كأس فرنسا للسيدات: 2019-20
- كأس السوبر الفرنسي : 2019
- كأس الأبطال الدولية للسيدات : 2019

### الفردية
- أفضل مدرب في الاتحاد الأوروبي لكرة القدم للسيدات : 2019-20 [3]
- جائزة مجلة ورلد سوكر لأفضل مدرب في العالم لعام 2020 [4]
- أفضل مدرب في نادي IFFHS في العالم : 2020 [5]